# 高嶺英恒
高嶺 英恒（たかみね ひでつね）は、日本の教育者、生物学者（昆虫学）。
沖縄尚学高等学校附属中学校教諭などを歴任した。

## 概要
日本の教育者であり、沖縄尚学高等学校附属中学校で教鞭を執っていた。また、在野の生物学者でもあり、特に蟻の採集や調査で知られている。生涯を賭して採集した標本群は「高嶺コレクション」として知られ、沖縄県において体系的に整備された標本としては最古であり、同時に信頼性の最も高い参照標本とされている。これらの業績から「沖縄産アリ類研究の第一人者」と評されている。

## 来歴

### 生い立ち
中学生の頃から蟻に興味を持っていた。のちに本州に移り、東京農業大学を卒業した。それに伴い、農学士の称号を取得した。

### 教育者として
沖縄県に戻ると、沖縄尚学高等学校附属中学校に採用され、教諭として勤務した。教科としては理科を担当しており、特に生物や化学を専門としていた。その傍ら、沖縄県における蟻の採集や調査に尽力した。

## 研究

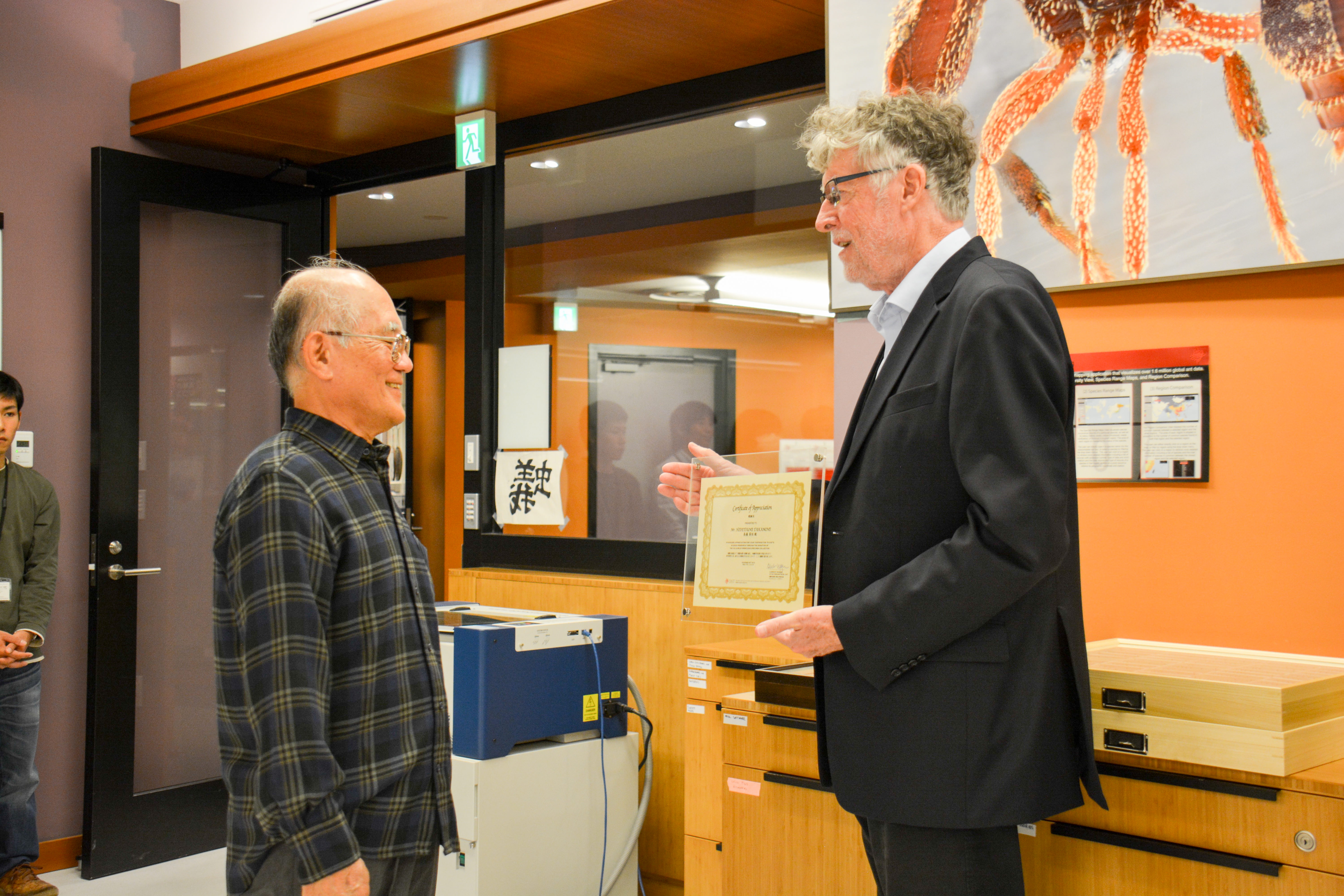
2015年11月、沖縄科学技術大学院大学学長代理アルベルヒト・ワグナー（右）と

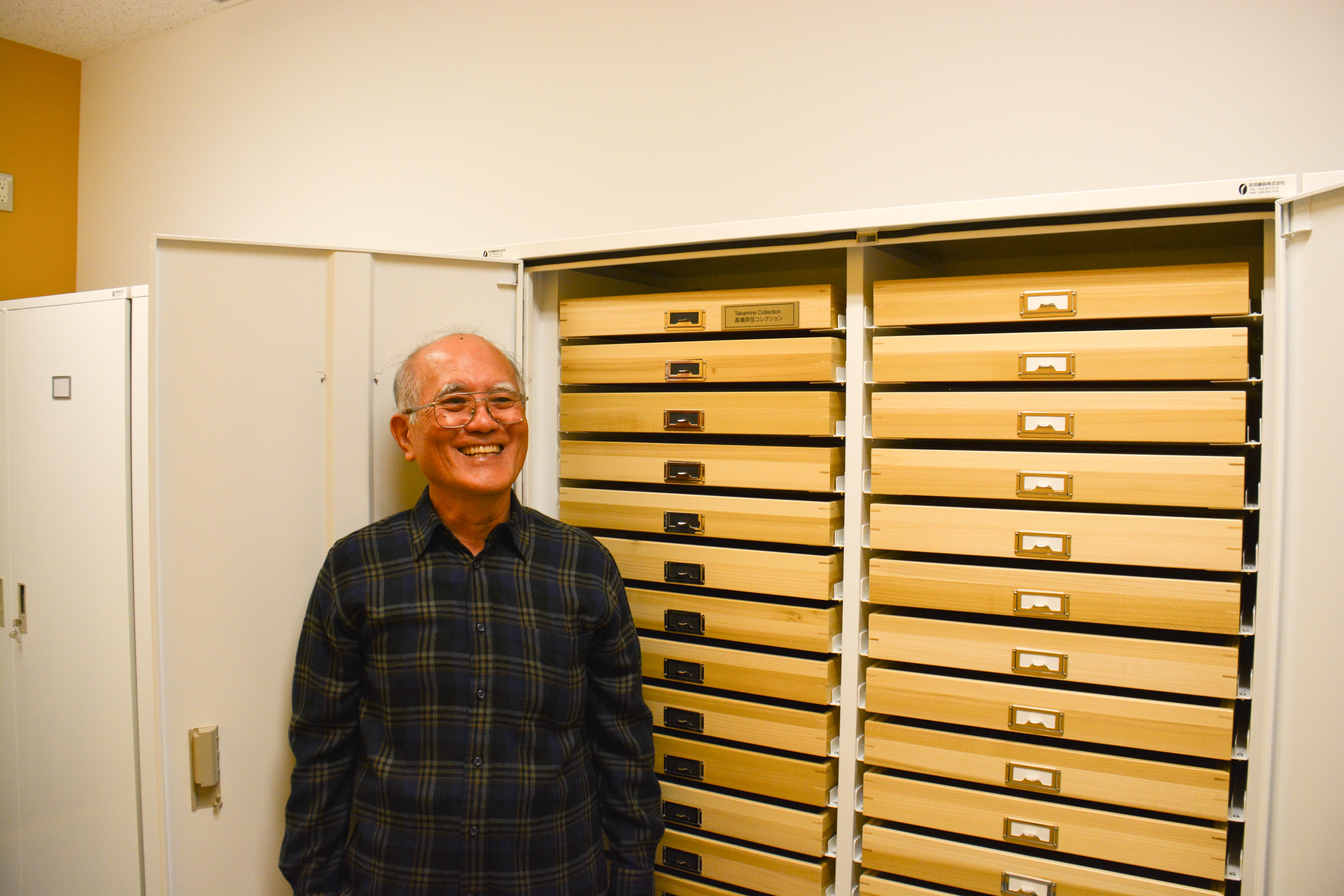
2015年11月、自身の採集した標本群の前で

沖縄県における蟻の採集や調査で知られており、その標本群の学術的な価値は極めて高く評価されている。38年間にわたって研究を続けており、計116種の蟻を採集している。その中には、沖縄県のみに生息する固有種も30種含まれている。また、標本の保存に関しても、既存の二重液浸法を改良した独自の手法を提唱するなど、大きな足跡を残した。
これまでに集めた標本は、沖縄県において体系的に整備された最古かつ最も信頼性のある参照標本とされている。この標本群について、生物学者のエヴァン・エコノモは「沖縄における生物多様性研究と、沖縄の多様性が世界の生物多様性とどのように関連するのかを理解するための研究など、我々が目指す世界レベルの研究ゴールを実現していくための貴重な資料」と指摘している。2009年（平成21年）には、これまでの研究成果を纏めた『沖縄のアリ類』を寺山守や久保田敏とともに上梓している。
なお、沖縄県の面積は日本の国土のわずか1パーセント未満にすぎないが、日本国内で発見された蟻296種のうち146種が沖縄県に生息していることが確認されており、沖縄県のアリ相の多様性はよく知られている。一方、この多様性に富んだ沖縄県の蟻を網羅的に研究した者はほとんど存在しなかった。そのため、長期にわたり沖縄県の蟻の研究に取り組んだ第一人者として評されている。
また、大嶺哲雄や中玉利澄男とともに土壌動物相について研究するなかで、側溝に小動物が落ちると雨期には一気に河川まで流されてしまうと報告している。沖縄県ではU字溝に落ちた野生動物の被害が問題となっているが、高嶺らの研究はこの問題を史上初めて指摘した報告として知られている。
そのほか、沖縄科学技術大学院大学などを中心に展開されている「OKEON美ら森プロジェクト」にも参画しており、プロジェクトに対して沖縄県の蟻に関する分布データ等を提供している。
これらの業績や貢献に対し、2015年（平成27年）11月26日には沖縄科学技術大学院大学より感謝状が授与されている。

## 顕彰

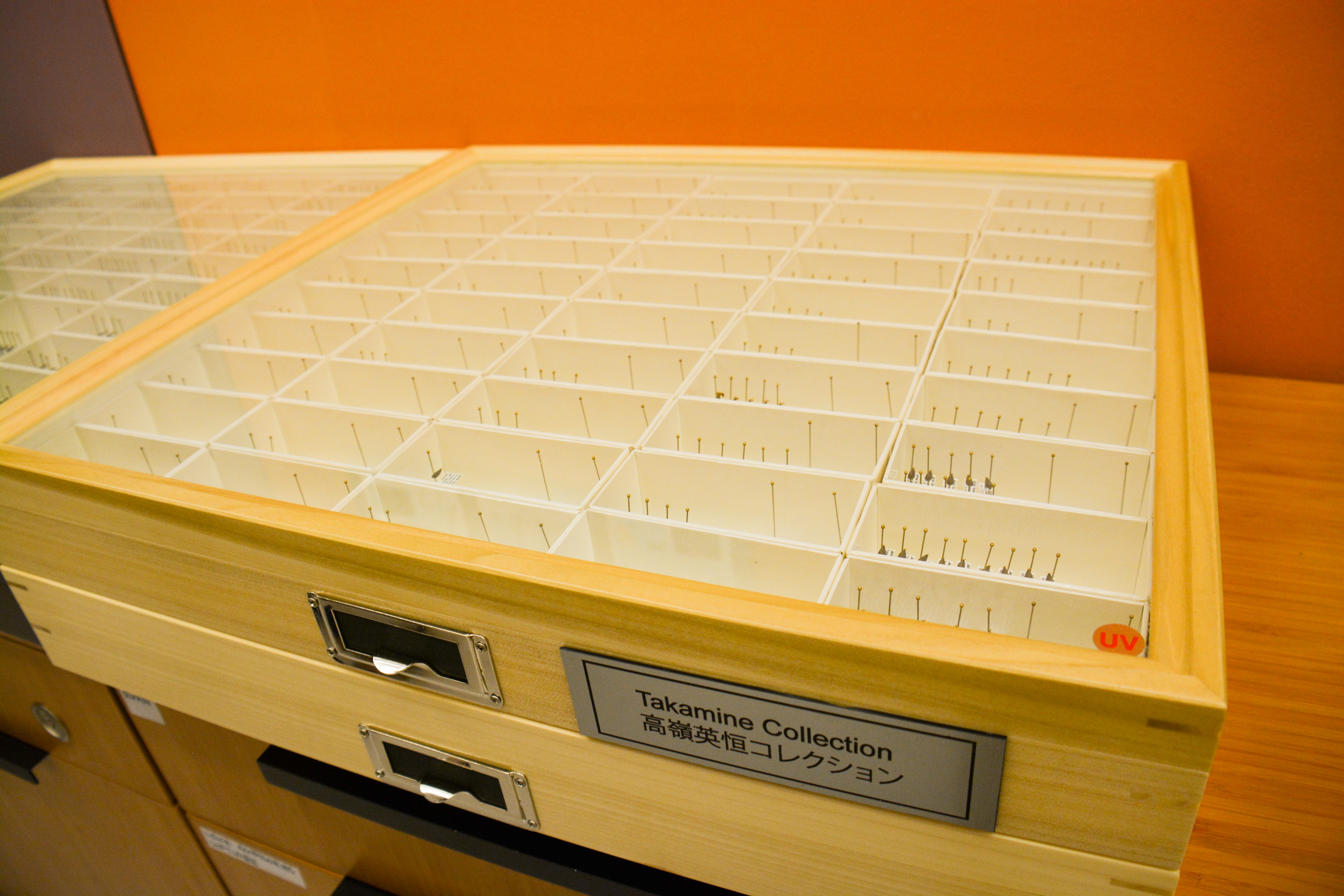
高嶺英恒コレクション（沖縄科学技術大学院大学蔵）

生涯を賭けて採取した標本群は、のちに沖縄県立博物館・美術館や沖縄科学技術大学院大学に収蔵されることになった。2015年（平成27年）11月26日には沖縄科学技術大学院大学で寄贈式が挙行された。その際、学長代理のアルベルヒト・ワグナーから「長年かけて採集された貴重なコレクションを寄贈いただき誠に光栄です」とのコメントが発表された。沖縄科学技術大学院大学では、この標本を高嶺の名を冠して「高嶺英恒コレクション」と称しており、大切に保管されている。

## 人物
かつて高嶺英言が製作した『石垣島川平の植物分布図』についても、沖縄県立博物館・美術館に寄贈している。

## 賞歴
- 2015年 - 沖縄科学技術大学院大学感謝状[8]。

## 著作

### 共著
- 寺山守・高嶺英恒・久保田敏著『沖縄のアリ類』高嶺英恒、2009年。NCID BA9027888X

### 主要な論文
- 大嶺哲雄・中玉利澄男・高嶺英恒稿「西表島中央部の土壌動物相――主としてササラダニ類、ムカデ・ヤスデ類及びアリ類（予報）」『沖縄大学紀要』2号、沖縄大学教養部、1982年3月31日、97-139頁。ISSN 0388-4198
- 大嶺哲雄・中玉利澄男・高嶺英恒稿「硫黄鳥島の土壌動物第一回調査（多足類・アリ・ササラダニ類を中心にして）」『沖縄大学紀要』3号、沖縄大学教養部、1983年3月31日、11-39頁。ISSN 0388-4198
- 大嶺哲雄・中玉利澄男・高嶺英恒稿「国頭村大国林道の道路側溝に落下した土壌動物相――予報」『沖縄生物学会誌』22号、沖縄生物学会、1984年3月、71-78頁。ISSN 0474-0394
- 大嶺哲雄ほか稿「やんばるの森林の生物種多様度調査シリーズ（III）――琉球列島の多足類と国頭調査区との密度対比――生物学会第33回大会講演要旨」『沖縄生物学会誌』35号、沖縄生物学会、1997年5月21日、90頁。ISSN 0474-0394
- 高嶺英恒・伊藤嘉昭稿「沖縄本島中・北部の森林からみた沖縄県のアリ類」『沖縄生物学会誌』36号、沖縄生物学会、1998年4月、1-10頁。ISSN 0474-0394
- 高嶺英恒稿「米軍嘉手納弾薬庫基地・米軍安波演習林・大国林道周辺のアリと琉球列島――沖縄生物学会第34回大会講演要旨」『沖縄生物学会誌』36号、1998年4月30日、83-84頁。ISSN 0474-0394
- 高嶺英恒稿「渡嘉敷島のアリ類」『沖縄大学地域研究所年報』17号、沖縄大学地域研究所、2002年、51-54頁。ISSN 1341-3759
- 高嶺英恒稿「沖縄県のアリ類――南北大東島のアリ類」『沖縄大学地域研究所所報』25号、沖縄大学地域研究所、2002年2月、73-78頁。

### 註釈
1. ↑  農学士の称号は、1991年7月1日以降の学士（農学）の学位に相当する。

## 関連人物
- 伊藤嘉昭